# Нові Перковці
45°15′ пн. ш. 18°20′ сх. д. / 45.25° пн. ш. 18.34° сх. д.
Нові Перковці (хорв. Novi Perkovci) — населений пункт у Хорватії, в Осієцько-Баранській жупанії у складі міста Джаково.

## Населення
Населення за даними перепису 2011 року становило 246 осіб.
Динаміка чисельності населення поселення:

## Клімат
Середня річна температура становить 11,06 °C, середня максимальна – 25,36 °C, а середня мінімальна – -6,10 °C. Середня річна кількість опадів – 723 мм.
| Клімат поселення                              | Клімат поселення | Клімат поселення | Клімат поселення | Клімат поселення | Клімат поселення | Клімат поселення | Клімат поселення | Клімат поселення | Клімат поселення | Клімат поселення | Клімат поселення | Клімат поселення | Клімат поселення |
| Показник                                      | Січ.             | Лют.             | Бер.             | Квіт.            | Трав.            | Черв.            | Лип.             | Серп.            | Вер.             | Жовт.            | Лист.            | Груд.            |                  |
| Середній максимум, °C                         | 5,80             | 8,14             | 12,70            | 17,30            | 22,29            | 25,36            | 25,27            | 24,84            | 20,90            | 15,46            | 9,50             | 5,51             |                  |
| Середня температура, °C                       | −0,18            | 2,20             | 6,77             | 11,35            | 16,34            | 19,41            | 21,17            | 20,74            | 16,80            | 11,35            | 5,40             | 1,40             |                  |
| Середній мінімум, °C                          | −6,1             | −3,76            | 0,80             | 5,39             | 10,40            | 13,47            | 17,07            | 16,64            | 12,70            | 7,25             | 1,32             | −2,7             |                  |
| Норма опадів, мм                              | 46               | 45               | 44               | 55               | 66               | 93               | 67               | 62               | 52               | 64               | 71               | 58               |                  |
| Середньомісячна швидкість вітру, м/с          | 2.00             | 2.24             | 2.54             | 2.44             | 2.20             | 2.00             | 2.00             | 1.80             | 1.80             | 1.88             | 1.98             | 2.03             |                  |
| Середньомісячна сонячна радіація, кДж/м²·день | 4319             | 6971             | 10944            | 15365            | 19271            | 21290            | 22212            | 20388            | 15032            | 9347             | 4907             | 3619             |                  |
| --------------------------------------------- | ---------------- | ---------------- | ---------------- | ---------------- | ---------------- | ---------------- | ---------------- | ---------------- | ---------------- | ---------------- | ---------------- | ---------------- | ---------------- |
| Джерело:                                      |                  |                  |                  |                  |                  |                  |                  |                  |                  |                  |                  |                  |                  |